# Na żywo z miasta grzechu
Na żywo z miasta grzechu – pierwszy album poznańskiego rapera Kobry. Został wydany 11 grudnia 2010 roku nakładem wytwórni RPS Enterteyment. Gościnnie w nagraniach wzięli udział: Gandi Ganda, Peja, Onar, Ramona 23, Paluch czy Stasiak. Album był promowany singlem "Witamy w mieście", do którego powstał teledysk oraz utworem "(Nadal) Klasycznie" z gościnnym udziałem rapera Rafiego.

## Lista utworów
Opracowano na podstawie materiału źródłowego.
1. "Na żywo z miasta grzechu" (Prod. Donatan)
2. "I gdziekolwiek będę…" (Prod. SherlOck)
3. "Legendy" (gościnnie: Gandi Ganda. Prod. Dj Creon)
4. "Miejski vibe" (gościnnie: Rychu Peja. Prod. SoDrumatic)
5. "P.H.H.D.P.S" (Prod. Grant)
6. "SuperMC" (gościnnie: Onar, Sheller. Prod. Donatan)
7. "Witamy w mieście" (Prod. SherlOck)
8. "3K****" (Prod. DNA)
9. "Gin & tonic" (gościnnie: Ramona 23, Paluch, My-Key. prod.Ful$)
10. "Reprezentuj" (Prod. Kixnare)
11. "Na ulicach rządzi diabeł" (gościnnie: Słoń, Mrokas. Prod. Zdolny)
12. "To jest kobra" (Prod. Grant)
13. "(Nadal) Klasycznie" (gościnnie: Rafi. Prod. DNA)
14. "Więcej grzechów nie pamiętam" (gościnnie: Stasiak, PeeRZet, Oldas, My-Key. Prod. Donatan)
15. "Ten ogień w nas…" (Prod. SherlOck)